# مولفتا (خوراک)
مولفتا (عبری: מופלטה‎) یک نوع پنکیک در آشپزی یهودی سفاردی‌ها است. این نوع پنکیک به‌طور سنتی در جشن میمونا یک روز پس از پسح صرف می‌شود.